# Pirapozinho
Pirapozinho este un oraș în São Paulo (SP), Brazilia.